# Melinda McLeod
Pour les articles homonymes, voir McLeod.
Melinda McLeod, née le 12 février 1993 à Mackay, est une coureuse cycliste australienne, spécialiste du BMX.
Après avoir raté de peu la sélection pour les Jeux olympiques en 2012 et 2016, elle arrête sa carrière à l'issue de la saison 2016.

## Palmarès en BMX

### Championnats du monde
- Pietermaritzburg 2010
  -  Médaillée de bronze du BMX juniors
- Copenhague 2011
  -  Championne du monde de BMX juniors
  -  Championne du monde du contre-la-montre en BMX juniors
- Medellin 2016
  - 8e du BMX

### Coupe du monde
- 2010 : 37e du classement général
- 2011 : 9e du classement général
- 2012 : 14e du classement général
- 2013 : 28e du classement général
- 2014 : 8e du classement général, podium sur la manche de Santiago del Estero
- 2015 : 21e du classement général
- 2016 : 33e du classement général

### Championnats d'Océanie
- Nerang 2012
  -  Médaillée d'argent du BMX
- Brisbane 2013
  -  Médaillée d'argent du BMX

### Championnats d'Australie
- 2010
  -  Championne d'Australie de BMX
- 2012
  -  Championne d'Australie de BMX
- 2013
  -  Championne d'Australie de BMX